# Calaphidinae
Calaphidinae (лат.) — подсемейство тлей из семейства Aphididae. Палеарктика и Неарктика. Для фауны бывшего СССР приводилось около 60 видов.
Систематическое положение дискутируется. Ранее, эту группу включали в объединённое семейство Drepanosiphidae в широком объёме (Пащенко, 1988; Heie & Wegierek, 2009; Quednau, 2010), или выделяли в отдельное семейство Callaphididae (Phyllaphidinae, с включением в него других групп, таких как Saltusaphidinae) (Шапошников, 1964).

## Описание
Мелкие насекомые, длина 1-3 мм. Глаза с трёхфасеточным бугорком. Анальная пластинка с вырезкой (реже закруглённая). Трубочки короткие, хвостик колбовидный.
Ассоциированы с различными деревьями и кустарниками.
- Триба Calaphidini Oestlund, 1919:
  - Подтриба Calaphidina Oestlund, 1919:
    - Betacallis — Betulaphis — Boernerina — Calaphis — Callipterinella — Cepegillettea — Clethrobius — Euceraphis — Hannabura — Neobetulaphis — Oestlundiella — Symydobius — Taoia

  - Подтриба Monaphidina Baker, 1920:
    - Crypturaphis — Latgerina — Monaphis — Platyaphis
- Триба Panaphidini Oestlund, 1923: Crypturaphis
  - Подтриба Panaphidina Oestlund, 1923:
    - Appendiseta — Bicaudella — Chromaphis — Chromocallis — Chuansicallis — Chucallis[7] — Cranaphis — Ctenocallis — Dasyaphis — Eucallipterus — Indiochaitophorus — Melanocallis — Mesocallis — Monellia — Monelliopsis — Neochromaphis — Neocranaphis — Panaphis — Phyllaphoides — Protopterocallis — Pseudochromaphis — Pterocallis — Quednaucallis — Sarucallis — Shivaphis — Sinochaitophorus — Subtakecallis — Takecallis — Therioaphis — Tiliaphis — Tinocallis — Tinocalloides

  - Подтриба Myzocallidina:
    - Andorracallis — Apulicallis — Hoplocallis — Hoplochaetaphis — Hoplochaitophorus — Lachnochaitophorus — Mexicallis — Myzocallis — Neosymydobius — Patchia — Serratocallis — Siculaphis — Tuberculatus — Wanyucallis